# Bośnia i Hercegowina na Zimowej Uniwersjadzie 2013
Bośnia i Hercegowina na Zimowej Uniwersjadzie 2013 reprezentowana była przez 5 sportowców.

## Reprezentanci

### Biegi narciarskie

#### Mężczyźni
- Nemanja Košarac
- Stefan Lopatić
- Mladen Plakalović

| Konkurencja       | Zawodnik          | Finały  | Finały  |
| Konkurencja       | Zawodnik          | Czas    | Miejsce |
| ----------------- | ----------------- | ------- | ------- |
| Bieg indywidualny | Nemanja Košarac   | 26:58,2 | 81.     |
| Bieg indywidualny | Stefan Lopatić    | 27:32,6 | 92.     |
| Bieg indywidualny | Mladen Plakalović | 27:17,6 | 87.     |

#### Kobiety
- Tanja Karišik

| Konkurencja       | Zawodniczka   | Finały  | Finały  |
| Konkurencja       | Zawodniczka   | Czas    | Miejsce |
| ----------------- | ------------- | ------- | ------- |
| Bieg indywidualny | Tanja Karišik | 14:20,8 | 42.     |

### Snowboard
- Faris Biogradlić

| Konkurencja         | Zawodnik         | Kwalifikacje | Kwalifikacje | Miejsce końcowe |
| Konkurencja         | Zawodnik         | Wynik        | Pozycja      | Miejsce końcowe |
| ------------------- | ---------------- | ------------ | ------------ | --------------- |
| Slopestyle mężczyzn | Faris Biogradlić | 66,50        | 10.          | 7.              |